# Suriname Hospitality and Tourism Association
Suriname Hospitality and Tourism Association (SHATA/Shata) is een Surinaamse organisatie ter bevordering van toerisme in Suriname.
Sinds Stichting Toerisme Suriname in 2017 niet meer aanwezig is op de Vakantiebeurs in Utrecht, heeft SHATA de coördinatie voor de jaarlijkse Surinaamse stand. SHATA maakte daar op dat moment vijftien jaar deel van uit; in 2018 namen er vijftien bedrijven aan deel.
SHATA wordt geleid door Sinfra Zaandam (stand 2018) en wordt vertegenwoordigd door een aantal bedrijven uit de toerismebranche in Suriname. Onder de leden bevinden zich rond de vijftien accommodaties, meer dan tien touroperators, de Surinaamse Luchtvaart Maatschappij, een autoverhuurbedrijf, busbedrijf, reclamebedrijf en het Suriname Hospitality and Tourism Training Centre.
Terwijl de toerismesector in Suriname tijdens de coronacrisis was ingezakt, was de SHATA samen met United Tour Guides Suriname en de Associatie van Surinaamse Reisagenten een overlegpartner van het ministerie van HI&T om de impact van de crisis zoveel mogelijk te beperken.
SHATA is gevestigd in de Maretraite Mall in Paramaribo.